# Violeta (film)
Pour plus de détails, voir Fiche technique et Distribution.
Violeta (Violeta se fue a los cielos, littéralement « Violeta est allée au paradis ») est un film chilien réalisé par Andrés Wood en 2011.
Il a été présenté au Festival de Sundance 2012 où il a remporté le Prix du jury international pour une fiction.

## Synopsis
Le film décrit la vie de l'artiste Violeta Parra, basé sur le livre biographique Violeta se fue a los cielos de Ángel Parra, le fils de Violeta avec Luis Cereceda Arenas.

## Fiche technique
- Titre : Violeta
- Titre original : Violeta se fue a los cielos
- Réalisation : Andrés Wood
- Scénario : Eliseo Altunaga
- Production : Patricio Pereira
- Photographie : Miguel Abal,  Miguel Ioann et Littin Menz
- Montage : Andrea Chignoli
- Pays d'origine :  Chili
- Langue originale : espagnol
- Durée : 110 minutes
- Dates de sortie :
  -  Chili : 11 août 2011
  -  Festival de Sundance 2012 : 20 janvier 2012

## Distribution
- Francisca Gavilán : Violeta Parra
- Gabriela Aguilera : Hilda Parra
- Daniel Antivilo : M. Meyer
- Stephania Barbagelata : Carmen Luisa
- Eduardo Burlé :
- Pablo Costabal :
- Juan Quezada : Don Guillermo
- Sergio Piña : Mario
- Cristián Quevedo : Nicanor Parra
- Francisco Acuña : the young Nicanor Parra
- Thomas Durand : Gilbert Favre
- Roberto Farías : Luis Arce
- Vanesa González : Blonde Model
- Luis Machín : Interviewer